# اوراسیا
در علم جغرافیا و علوم سیاسی، به سرزمین ادامه‌داری که دو قاره اروپا و آسیا را دربر می‌گیرد، به اصطلاح اوراسیا گفته می‌شود. از آنجا که دو قاره آسیا و اروپا مرز طبیعی ویژه‌ای ندارند و مرزبندی کنونی میان این دو قاره بیشتر تاریخی و فرهنگی است این اصطلاح نیز به‌کار رفته است. در دروس برخی کشورها، اوراسیا به عنوان بزرگ‌ترین قاره در بین ۵ یا ۶ قاره جهان شناخته می‌شود. بخش اعظم اوراسیا در نیم‌کره‌های شمالی و شرقی قرار دارد.
مرزهای اوراسیا عبارتند از: اقیانوس آرام در شرق، اقیانوس اطلس در غرب، اقیانوس منجمد شمالی در شمال و آفریقا، مدیترانه و اقیانوس هند در جنوب.
مساحت اوراسیا نزدیک به ۵۵ میلیون کیلومتر مربع است که ۳۶٫۲ درصد از خشکی‌های کرهٔ زمین را شامل می‌شود. نزدیک به ۵ میلیارد تن در این قاره زندگی می‌کند که برابر با ۷۰ درصد از جمعیت جهان است. انسان‌ها نخستین بار میان ۶۰ هزار تا ۱۲۵ هزار سال پیش بر این منطقه پا نهادند. جزایر بزرگی همچون اندونزی، ژاپن، جزیره بریتانیا، ایسلند، جزیره ایرلند و فیلیپین با اینکه جدا از قاره قرار دارند اما معمولاً در مجموعهٔ اوراسیا قرار می‌گیرند.
جغرافیای طبیعی اوراسیا به شکل یک قاره است مفهوم اروپا و آسیا به عنوان قاره‌های جدا از هم به اروپای دوران قدیم بازمی‌گردد. در دوران قدیم دریای سیاه و دریای مرمره به همراه تنگه‌هایشان به عنوان یک جدا کنندهٔ قاره در نظر گرفته می‌شد اما امروزه رشته‌کوه اورال و رشته‌کوه قفقاز بیشتر به عنوان جداکننده‌های اصلی دو قاره در نظر گرفته می‌شوند. اوراسیا در کانال سوئز به آفریقا وصل می‌شود. گاهی هم آفریقا را به اوراسیا متصل می‌کنند و آن را آفرو–اوراسیا می‌نامند. به دلیل گسترهٔ پهناور این قاره، در سامانه طبقه‌بندی اقلیمی کوپن اوراسیا اقلیمهای گوناگونی دارد و از گرمترین تا سردترین را در خود جای داده است. اوراسیا از قاره‌های اروپا و آسیا تشکیل شده است. برای مثال از کشورهای که در اوراسیا، در قاره آسیا قراردارند می‌توان ایران، پاکستان، عربستان سعودی، چین، اندونزی، میانمار و…؛ و آنهایی که در قاره اروپا هستند انگلستان، اسپانیا، بوسنی و هرزگوین و … را نام برد.
گروه دیگر، کشورهایی هستند که بخشی از آنها در آسیا و بخش دیگر در اروپا واقع شده است؛ مانند ترکیه و روسیه.

## پیشینه
اوراسیا در ۳۷۵ تا ۳۲۵ میلیون سال پیش تشکیل شده است و از یکی شدن سیبری با بلوک قزاقستان و بالتیکا که قبلاً به لورنتیا متصل بود و حالا به آمریکای شمالی وصل است، به‌دست آمده است.
از جمله تمدن‌های اوراسیا می‌توان به تمدن‌های تشکیل شده در میان‌رودان، درهٔ رود سند و جمهوری خلق چین اشاره کرد. در هزاره اول (پیش از میلاد) یک کمربند پیوسته از تمدن در اوراسیا قرار داشت که از اقیانوس آرام تا اطلس کشیده می‌شد این کمربند تمدن برای دو هزاره بخش تاریخ ساز بشریت بود.